# Medusandra mpomiana
Medusandra mpomiana är en tvåhjärtbladig växtart som beskrevs av Letouzey och Satabie. Medusandra mpomiana ingår i släktet Medusandra och familjen Peridiscaceae. Inga underarter finns listade i Catalogue of Life.